# Avenida Tancredo Neves (Cascavel)
A Avenida Tancredo Neves é uma importante via da cidade paranaense de Cascavel. Com 4,2 quilômetros de comprimento e 60 metros de largura, conta com duas faixas de rolamento e um canteiro central em toda a sua extensão, no qual encontra-se uma ciclovia, passeio, ajardinamento, parques infantis, espaços esportivos e academias ao ar livre.

## Histórico
Na década de 1960, a rodovia federal BR-277 foi asfaltada e teve seu percurso desviado do centro de Cascavel. Da área remasnecente surgiram a Avenida Brasil e a Avenida Foz do Iguaçu. A primeira seguiu em linha reta até uma grande curva, onde então se localizavam o aeroporto municipal e o entroncamento com a estrada que levava a Toledo. A segunda partia do centro pioneiro, proximidades da Praça Getúlio Vargas, até se encontrar novamente com a BR-277, mas na saída para Foz do Iguaçu, antigo município sede. Até o final da década de 1970, não era asfaltada. Foi então que a municipalidade decidiu por manter a largura original e dotá-la de duas pistas, com um grande canteiro central.
Em 1985, a Avenida Foz do Iguaçu foi rebatizada como Avenida Tancredo Neves, em homenagem ao presidente da república que havia falecido recentemente.

## Características
A Avenida Tancredo Neves é uma via com 60 metros de largura e 4,2 quilômetros de extensão, com duas faixas de rolamento em asfalto, separadas por um canteiro central, no qual encontram-se artes de paisagismo, calçadas, ciclovias, parques, praças e academias ao ar livre.
Liga o centro da cidade à saída oeste, a partir da Praça do Migrante até o viaduto da BR-277. 

## Principais estruturas
Caracterizada por uma ocupação mais recente, na Avenida Tancredo Neves encontram-se comércios diversos, em especial de máquinas pesadas, sede de empresas e de entidades  públicas, como o Fórum da Justiça, Fórum Eleitoral, Justiça Federal e Hospital Universitário de Cascavel.
1. ↑  Buscacep - Avenida Tancredo Neves em Cascavel
2. ↑  «Decreto 1860 1985 de Cascavel PR». Consultado em 11 de outubro de 2017
3. ↑  «Lei Ordinária 1608 1982 de Cascavel PR». leismunicipais.com.br. Consultado em 11 de outubro de 2017
4. ↑  Lais Lainy - vereadores deixaram o mandato para entrar na história.
5. ↑  «Portal do Município de Cascavel  - Espaço esportivo da Tancredo Neves é entregue.». 7 de dezembro de 2010. Consultado em 10 de outubro de 2017
6. ↑  «Vivência Citadina em meio ao setor madeireiro» (PDF)
7. ↑  «Cascavel inaugura nova sede do fórum». Folha de Londrina
8. ↑  FM, Capital. «Rádio Capital FM | Cascavel - Paraná». www.capitalfm.com.br. Consultado em 11 de outubro de 2017
9. ↑  «Nova sede da Justiça Federal vai ser inaugurada em 2017». www.oparana.com.br. Consultado em 11 de outubro de 2017